# Spike Slawson

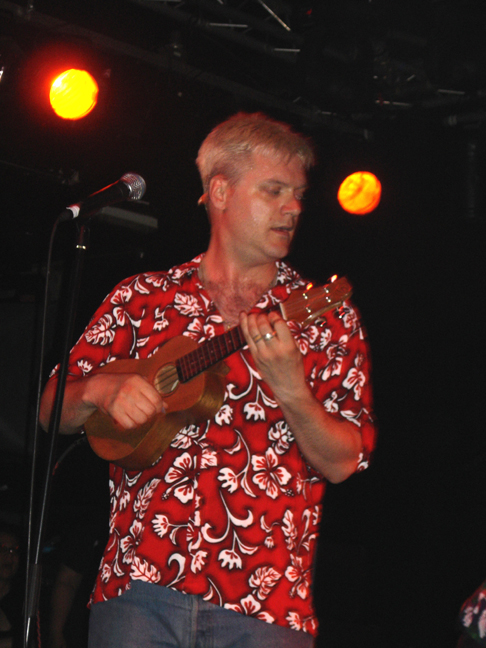
Spike Slawson tocando ukulele.

Spike Slawson é o vocalista das bandas de punk rock norte-americanas Swingin' Utters, Me First And The Gimme Gimmes, Filthy Thievin' Bastards e Re-Volts.